# Pequenos navios de Dunquerque

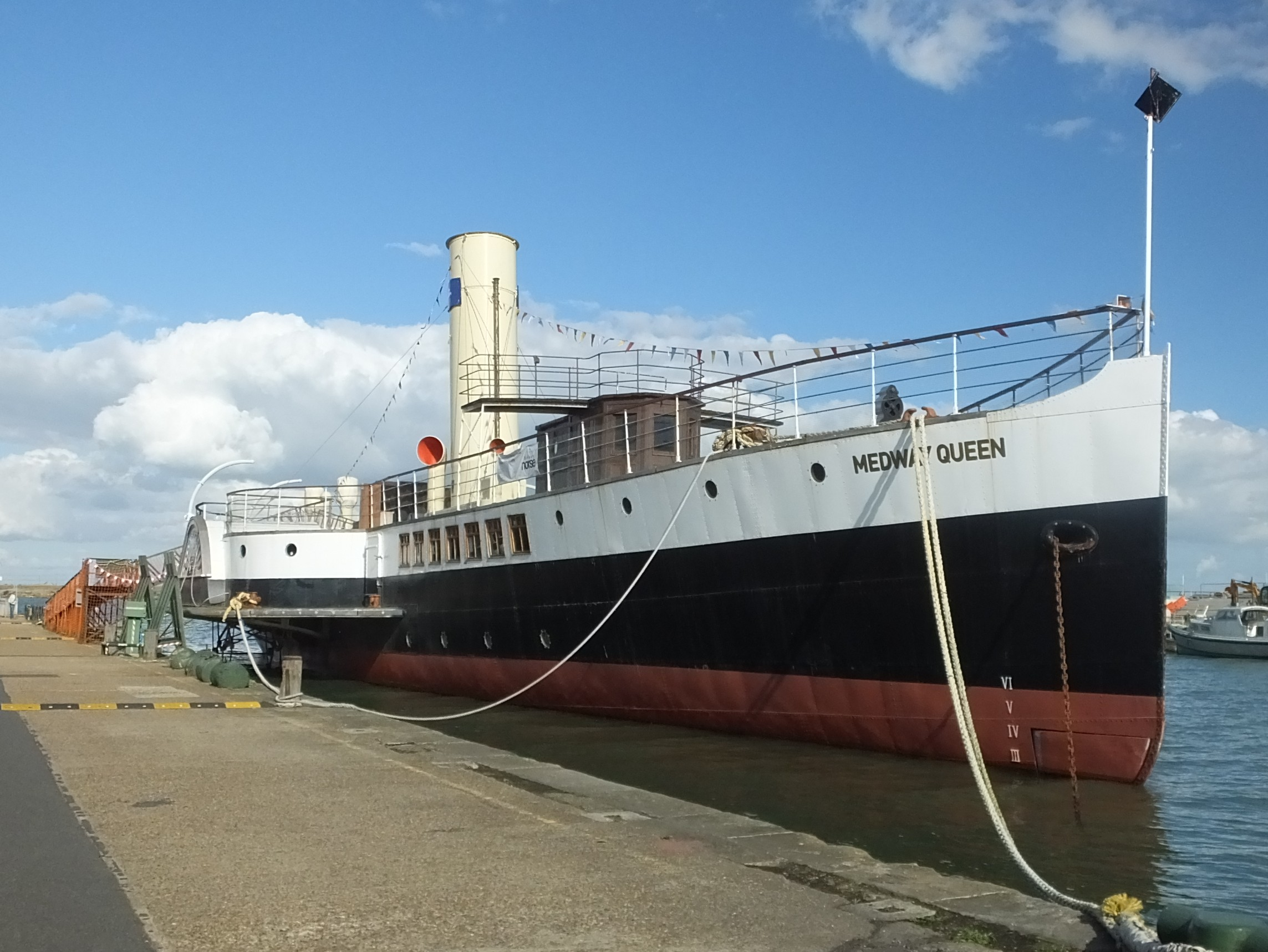
O PS Medway Queen, um dos pequenos navios de Dunquerque.

Os pequenos navios de Dunquerque (em inglês:  Little Ships of Dunkirk) são um conjunto de entre 700 e 850 barcos de pequena dimensão que partiram de Ramsgate em Inglaterra para Dunquerque em França entre 26 de maio e 4 de junho de 1940, como parte da Operação Dínamo, ajudando assim a salvar mais de 338 000 soldados britânicos e franceses retidos em Dunquerque durante a Segunda Guerra Mundial.
Tratou-se de uma frota heterogénea,  composta por barcos de mercadorias, de pesca e de recreio e canoas da Royal National Lifeboat Institution.

## No filmeDunkirk
Este evento é notavelmente descrito no filme Dunkirk de 2017, realizado por Christopher Nolan. Aparecem onze navios que realmente participaram da evacuação.

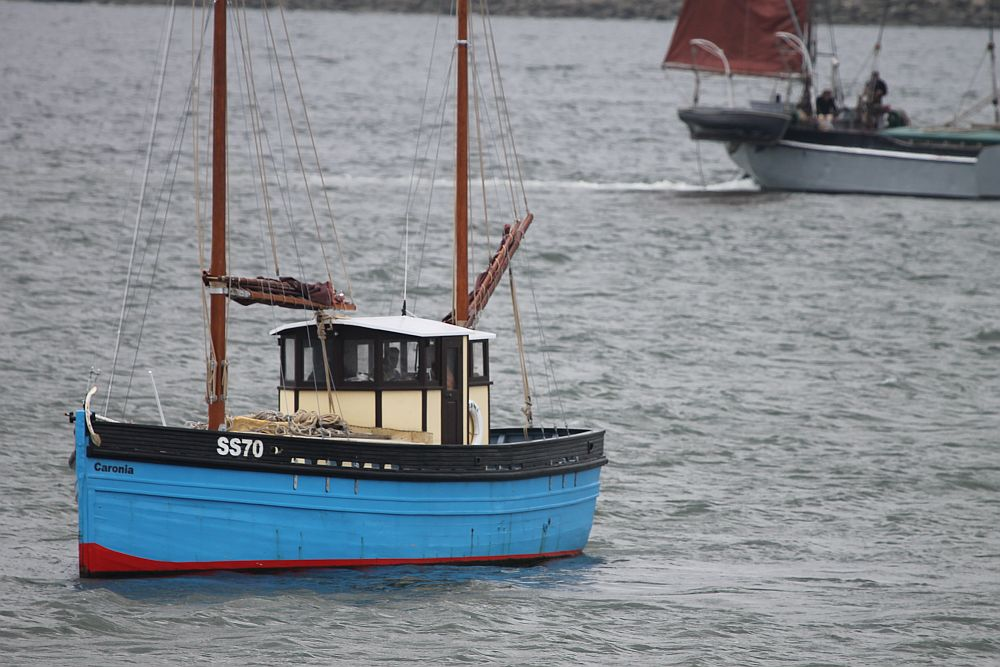
Caronia
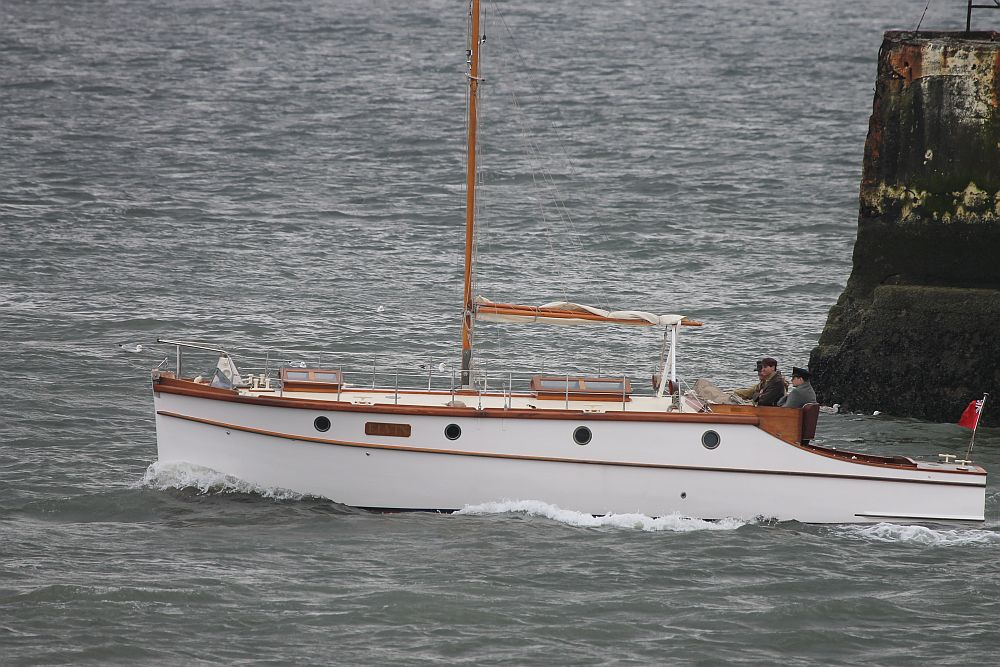
Elvin
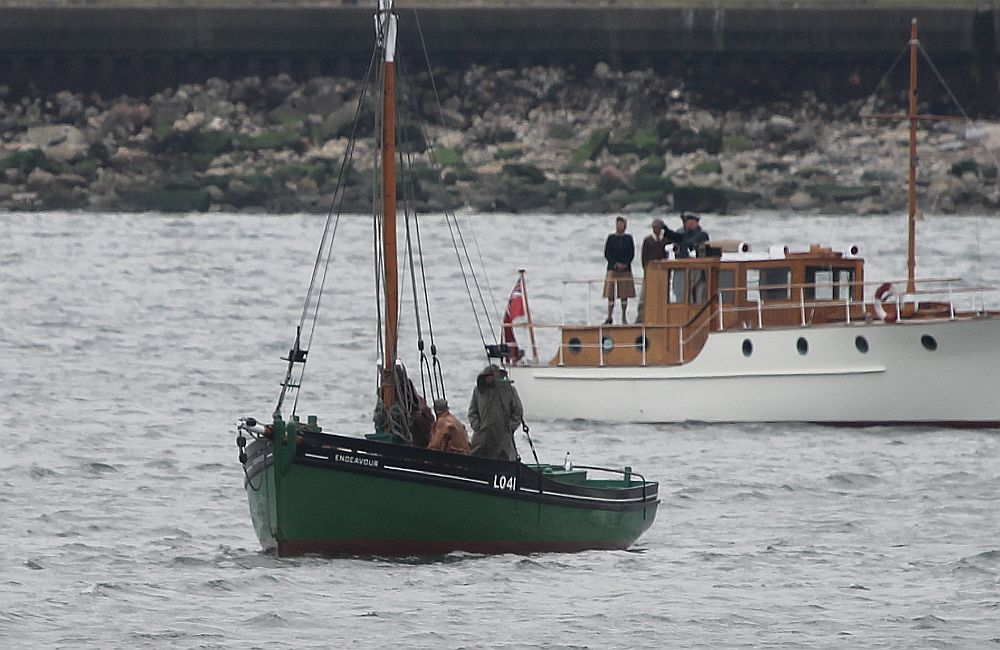
Endeavour
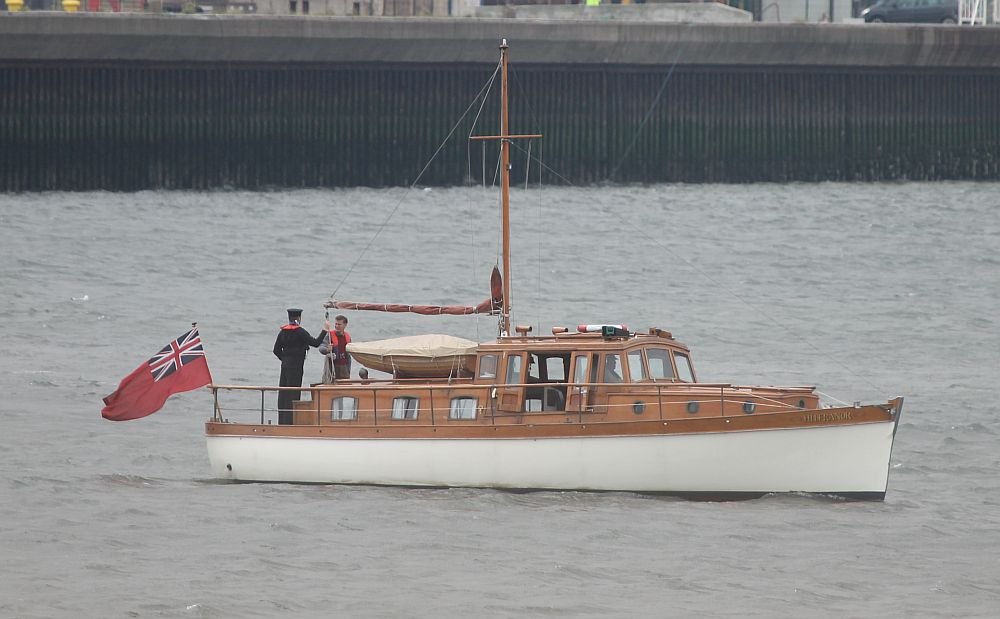
Hilfranor
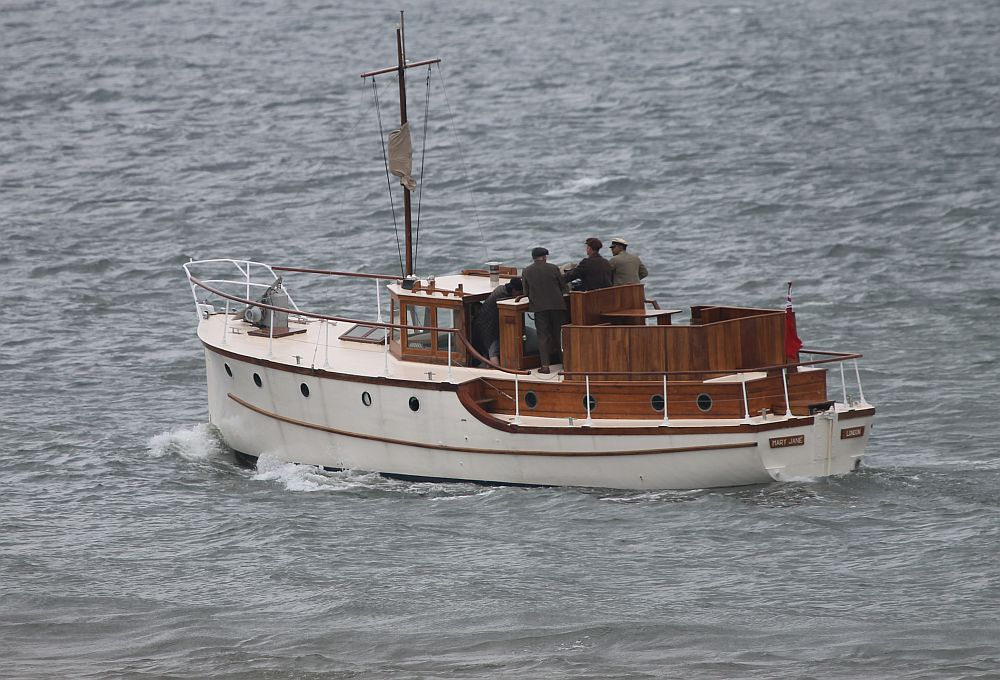
Mary Jane
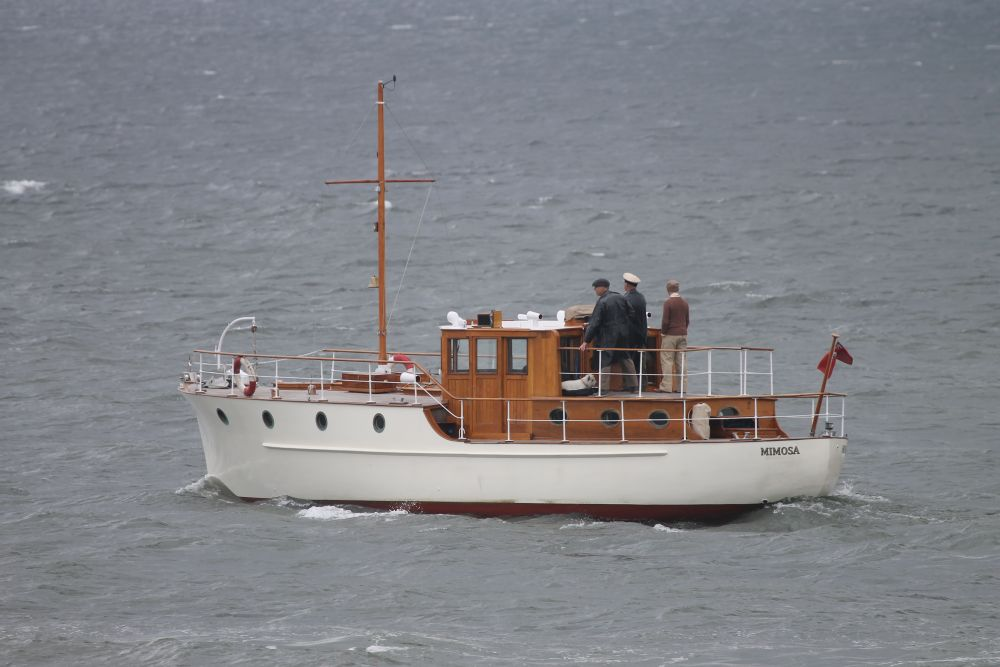
Mimosa
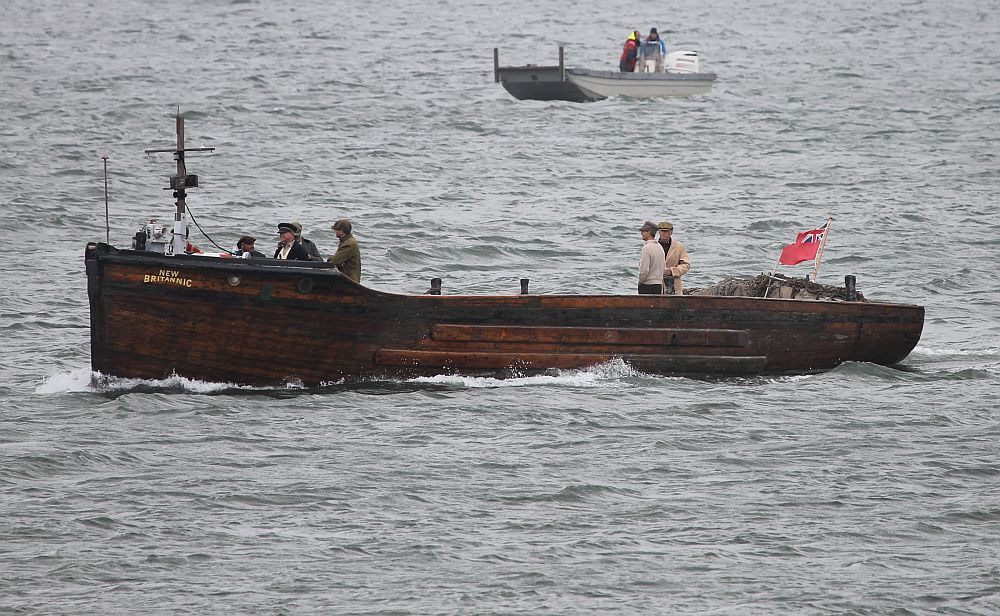
New Britannic
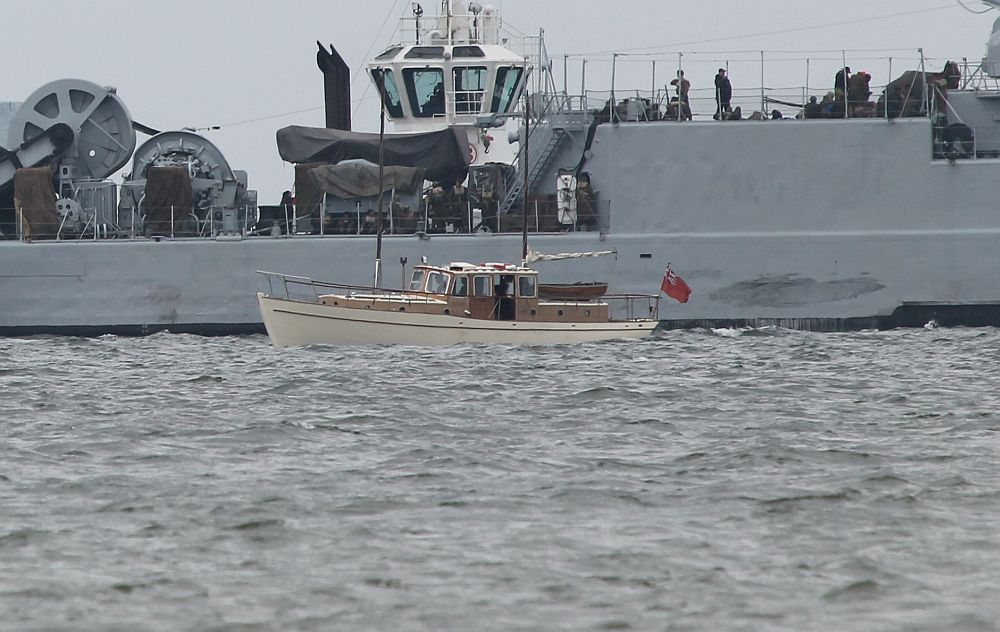
Nyula
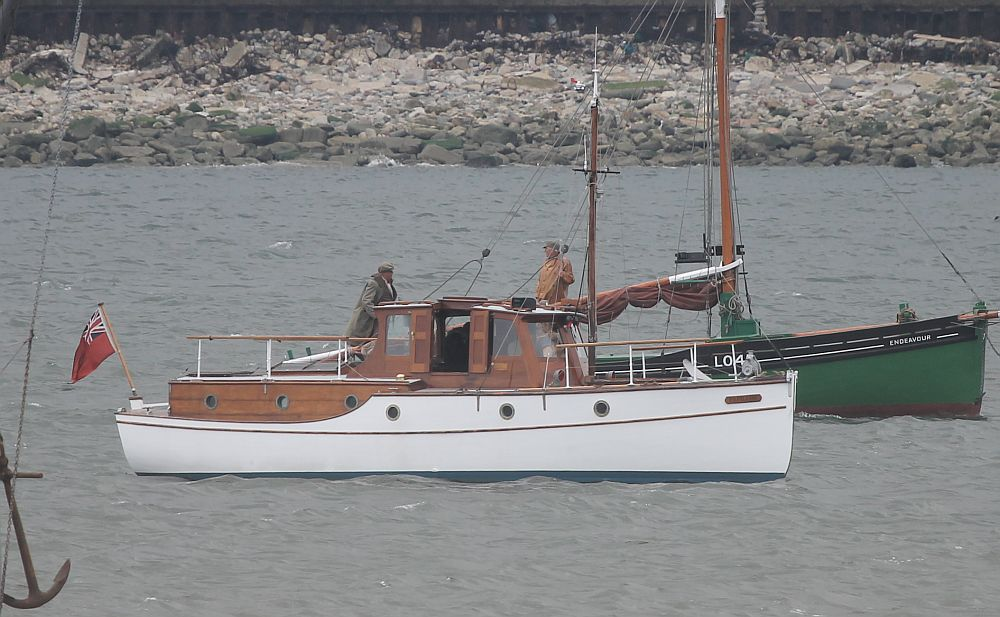
Papillon
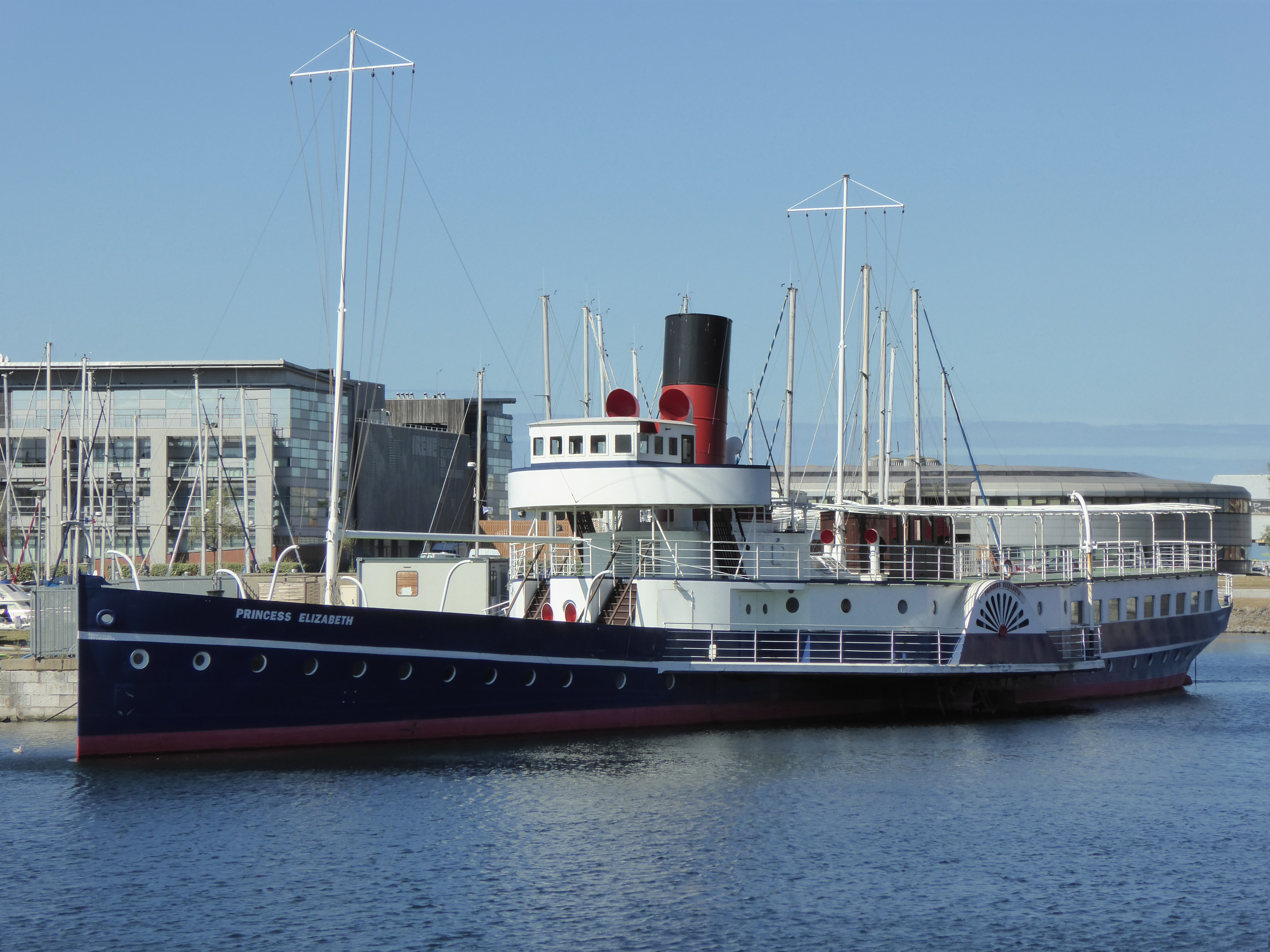
Princess Elizabeth
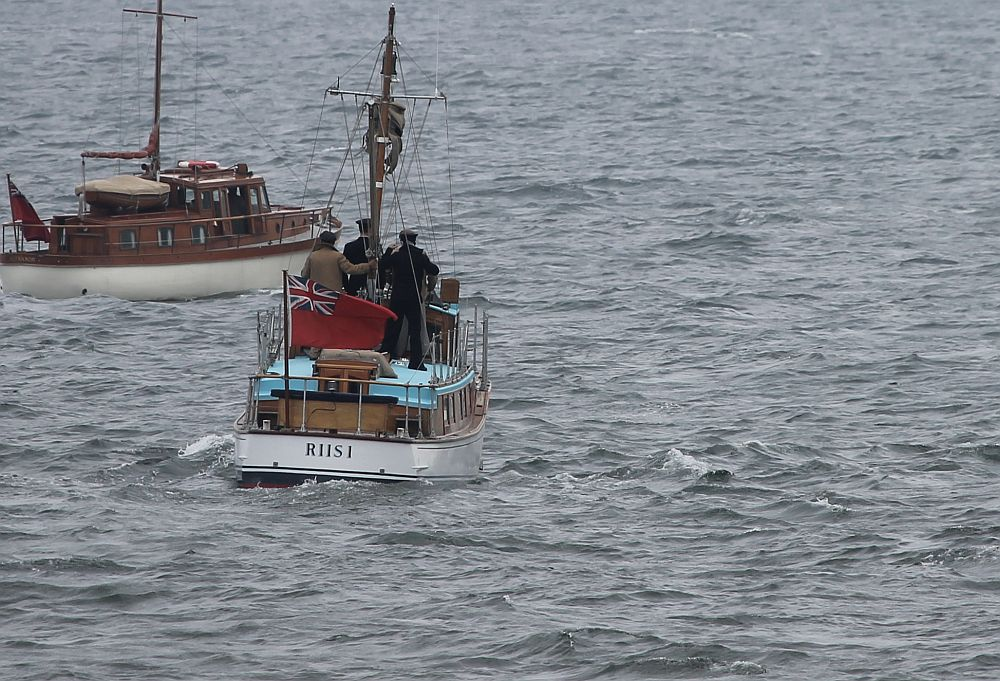
RIIS I